# Coleophora tringella
Coleophora tringella é uma espécie de mariposa do gênero Coleophora, pertencente à família Coleophoridae.